# CNP-300
CNP-300 — це ядерний реактор із водою під тиском, розроблений Китайською національною ядерною корпорацією (CNNC).
Це перший у Китаї домашній комерційний ядерний реактор, розробка якого почалася в 1970-х роках на основі конструкції ядерного реактора для підводного човна.
Реактор має теплову потужність 999 МВт і загальну електричну потужність 325 МВт, чиста потужність близько 300 МВт і одноконтурну конструкцію.
Перший блок CNP-300 почав працювати на атомній електростанції Ціньшань у 1991 році.
CNP-300 був першим китайським ядерним реактором, який пішов на експорт, після установки першого блоку на атомній електростанції Чашма в Пакистані. Блок розпочав роботу у 2000 році. Ще один блок був завершений у 2011 році, ще два блоки почали роботу у 2016 і 2017 роках на цій же станції.